# Marko Miljanov
Marko Miljanov Popović (crnogorski: Марко Миљанов Поповић; Medun, 25. travnja 1833. – Herceg Novi, 2. veljače 1901.) bio je  crnogorski vojvoda i književnik iz plemena Kuči.
U mladosti je bio perjanik kod knjaza Crne Gore Danila I Petrovića i sudionik je Pohare Kuča.
Vojvodske mu je oznake dao crnogorski knjaz Nikola I. Petrović, s kojim se kasnije razišao zbog političkih nesporazuma. Nakon oslobođenja Podgorice (1878.) bio je Marko Miljanov jedno vrijeme gradonačelnik.
Tek se u 50. godini opismenio a svoju je poznu književnu djelatnost smatrao životnom zadaćom. Ostavio iza sebe nekoliko djela, poput radova Pleme Kuči i Život i običaji Arbanasa, no njegovo je najvažnije i najpoznatije djelo Primjeri čojstva u junaštva u kojima je opisao etičku vertikalu Crnogoraca.
- Spomenici
- Grobnica Marka Miljanova na tvrđavi Meteon (desno spomenik koju je podigla njegova supruga Stefa i lijevo drugi, podignut nakon njene smrti)
- Muzej Marka Miljanova
- Spomenik Marku Miljanovu u Podgorici
- Spomen-poprsje Marka Miljanova na Kalemegdanu u Beogradu

## Vanjske poveznice
- Vojvoda Marko Miljanov
- Marko Miljanov: Pisma